# Eve Ringuette
Eve Ringuette est une actrice innue originaire de Uashat.

## Biographie
Eve Ringuette est née en 1987 dans la communauté de Uashat dans la région administrative de la Côte-Nord. Elle est une passionnée de cinéma et a jouée dans plusieurs films et séries télévisées québécoises. Elle est mère de trois garçons, son origine est très importante pour elle : 
« Aujourd’hui, j'ai le goût de me reconnecter plus. On a construit un chalet sur la terre de ma famille et on y va avec nos trois garçons pour qu’ils apprennent leur culture. Et nous vivons maintenant à Uashat. »

### Carrière
2011 : Sa première apparition la plus connue est dans le film Mesnak de Yves Sioui Durand, elle interprétait le rôle d’Osalic.
2015 : Elle a joué dans le long métrage Le Dep de Sonia Bonspille Boileau, où elle interprétait le personnage de Lydia.
2019 : Elle touche un autre aspect du cinéma, elle a écrit et réalisée un court métrage d’horreur intitulé Kakatshat. Dans cette même année, elle a fait une première apparition dans une série télévisée. Eaux turbulentes a été présenté à la télé de Radio Canada. Elle y a interprété le rôle de Rubina Duquette.
2020 : Ses écrits ont été sélectionnés parmi les finalistes du Prix de la nouvelle à Radio-Canada.
2023 : Elle interprète le rôle de Maude dans le film Jour de merde.

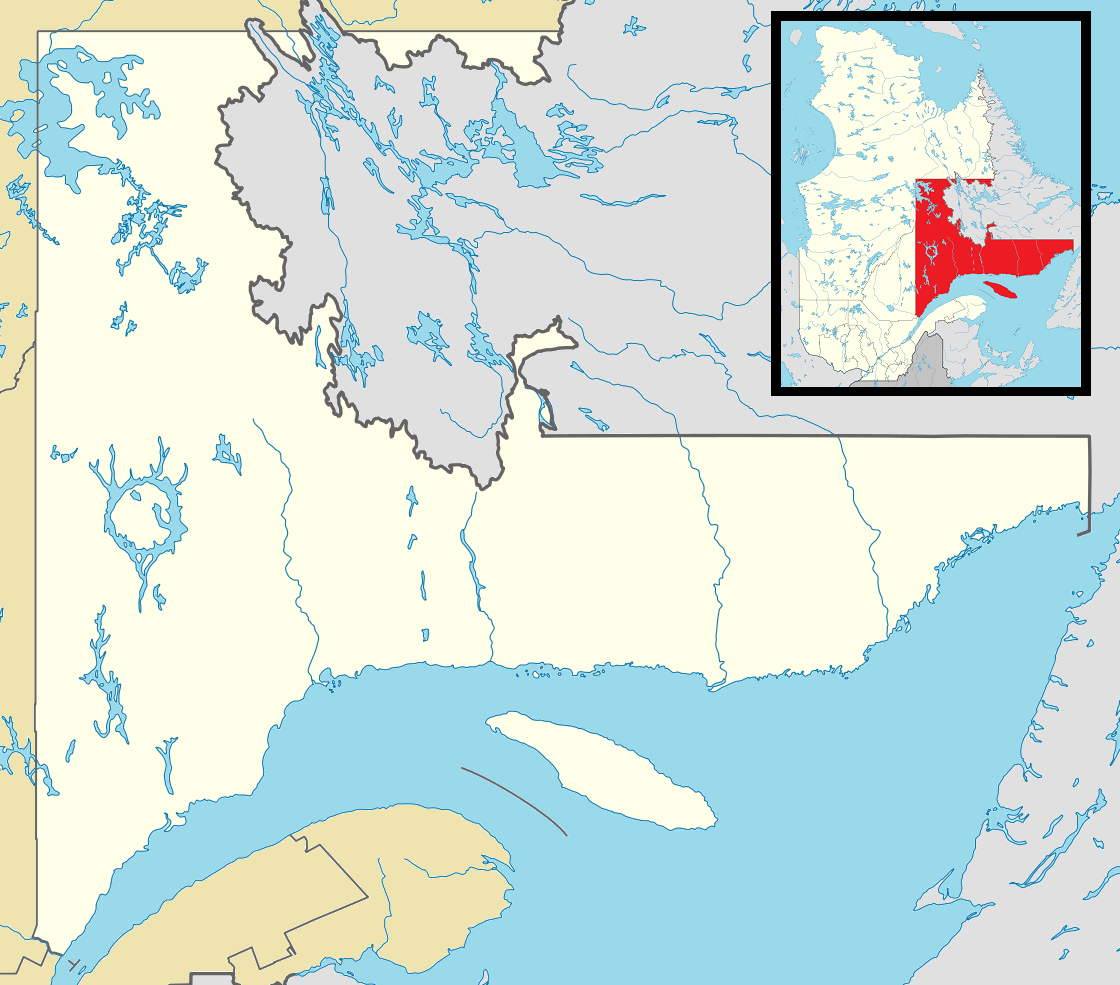
La région de la Côte-Nord, Quebec

## Distinctions

### Récompenses
- Dreamspeakers International Film Festival (en) (2012) : meilleure actrice pour son rôle d'Osalic dans Mesnak
- American Indian Film Festival (en) (2012) : meilleure actrice pour son rôle d'Osalic dans Mesnak
- American Indian Film Festival (2015) : meilleure actrice pour son rôle de Lydia dans Le Dep[9]

### Nominations
- Prix Jutra (2013) : meilleure actrice de soutien pour son rôle d'Osalic dans Mesnak

## Filmographie
- 2011 : Mesnak de Yves Sioui Durand : Osalic[10]
- 2015 : Le Dep de Sonia Bonspille Boileau : Lydia[11]
- 2019 : Eaux turbulentes (série télévisée) de Jim Donovan: Rubina Duquette
- 2022 : Pour toi Flora (série télévisée) de Sonia Bonspille Boileau : Flora[12]
- 2023 : Jour de merde de Kevin T. Landry : Maude[13]